# Ardekania
Ardekania is een geslacht van vlinders van de familie snuitmotten (Pyralidae), uit de onderfamilie Phycitinae.

## Soorten
- A. albidiscella Amsel, 1954
- A. farsella Amsel, 1951
- A. sefidella Amsel, 1954